# 第三十一号型哨戒艇
| 第三十一号型哨戒艇 | 第三十一号型哨戒艇                                                                          |
| ------------------ | ------------------------------------------------------------------------------------------- |
| 第三十五号哨戒艇   |                                                                                             |
| 艦級概観           |                                                                                             |
| 艦種               | 哨戒艇                                                                                      |
| 艦名               |                                                                                             |
| 前級               | 第一号型哨戒艇                                                                              |
| 次級               | -                                                                                           |
| 性能諸元（1941年） |                                                                                             |
| 排水量             | 基準：1,162トン                                                                             |
| 全長               | 水線長：85.34m                                                                              |
| 全幅               | 7.93m                                                                                       |
| 吃水               | 2.98m                                                                                       |
| 機関               | ロ号艦本式缶 2基 艦本式オールギヤードタービン 2基 2軸推進 10,000馬力                        |
| 速力               | 18.0ノット                                                                                  |
| 航続距離           |                                                                                             |
| 燃料               | 重油                                                                                        |
| 乗員               | 102名（1940年4月1日） 105名（1941年7月10日）                                                |
| 兵装 （1940年）    | 45口径三年式12cm単装砲2門                                                                   |
| 兵装 （1944年）    | 45口径三年式12cm単装砲2門 25mm機銃 連装1基、単装4挺 爆雷18個 （大発を搭載しない場合は60個） |
| レーダー           | 13号1基（1944年、推定）                                                                     |
| その他             | 大発1隻（第32号から39号）                                                                   |
| 同型艇             | 10隻                                                                                        |

第三十一号型哨戒艇（だいさんじゅういちごうがたしょうかいてい、旧字体：第三十一號型哨戒艇）は、日本海軍の哨戒艇。
正しくは、第四十六号哨戒艇は含まれないが、戦後の資料では合わせて同型艦10隻とされることもある。

## 概要
二等駆逐艦の樅型駆逐艦9隻、若竹型駆逐艦1隻が1940年（昭和15年）4月に雷装のすべてと2番主砲を撤去し、新設された哨戒艇籍に編入された。
開戦直前になって第三十二号から三十九号は旧2番主砲を復帰させ、甲板上に兵員室を設けて陸戦隊の居住区とし、旧3番主砲を撤去して後部甲板に大発1隻を搭載し艦尾には発進用のスロープを設けた。
開戦時、大発搭載設備を持たない2艇は佐伯防備隊に所属し、大発搭載艇は各地の攻略作戦に従事した。開戦直後のウェーク島攻略作戦で、第四艦隊所属の第三十二号哨戒艇（旧葵）、三十三号哨戒艇（旧萩）は自ら擱座して陸戦隊を揚陸させるなど活躍、2隻は山本五十六連合艦隊司令長官より感状を授与された。
大戦後半には船団護衛任務が多くなり敵航空機や潜水艦により戦没、終戦時に残っていたのは第三十六号（旧「藤」）1隻だけだった。
艦番は四十から四十五が欠番になっており、太平洋戦争が無ければ他の若竹型駆逐艦も哨戒艇に編入する計画だったとされる。

## 同型艇
哨戒艇への編入は全て1940年（昭和15年）4月1日。
第三十一号哨戒艇旧樅型駆逐艦「菊」。1944年3月30日、パラオ大空襲で戦没（パラオ）
第三十二号哨戒艇旧樅型駆逐艦「葵」。1941年12月23日、ウェーク島攻略作戦時に第三十三号哨戒艇と共に擱座（ウェーク島）。
第三十三号哨戒艇旧樅型駆逐艦「萩」。1941年12月23日、ウェーク島攻略作戦時に第三十二号哨戒艇と共に擱座（ウェーク島）。
第三十四号哨戒艇旧樅型駆逐艦「薄」。1944年7月3日、トラック在泊中、空爆を受けて沈没。
第三十五号哨戒艇旧樅型駆逐艦「蔦」。1942年9月2日、航空機の攻撃で戦没（ソロモン）
第三十六号哨戒艇旧樅型駆逐艦「藤」。終戦時スラバヤで残存。戦後は復員輸送に従事。輸送中に一時インドネシア人民治安軍に奪取される。1947年オランダ海軍が接収し解体。
第三十七号哨戒艇旧樅型駆逐艦「菱」。1942年1月24日、バリクパパン沖海戦で米駆逐艦4隻と交戦し沈没（バリクパパン）
第三十八号哨戒艇旧樅型駆逐艦「蓬」。1944年11月25日1時15分頃、マニラから高雄への輸送作戦に従事するさんとす丸（戦艦「武蔵」生存者便乗）の護衛中、バシー海峡にて米潜「アトゥル」の攻撃で戦没した。艦橋および機械室付近に魚雷2本を受け、1分ほどで沈没。哨戒艇長高田又男大尉以下、145名が戦死した。後年、高雄の道教霊廟、鳳山紅毛港保安堂にて神艦として祀られるようになる。
第三十九号哨戒艇旧樅型駆逐艦「蓼」。1943年4月23日米潜「シーウルフ」の攻撃で戦没（台湾東方）
第四十六号哨戒艇旧若竹型駆逐艦「夕顔」。1944年11月10日米潜「グリーンリング」の攻撃で戦没（石室崎沖）

## 画像
|  |  |  |